# Diamant du fabricant de cuillères
Le diamant du fabricant de cuillère ((tr) Kaşıkçı Elması), (ou diamant de Topkapi ou encore le Kasikci)  est un diamant en poire de 85,8 carats (17,16 g) qui est la fierté du Trésor Impérial du Palais de Topkapı à Istanbul. Il en est la pièce ayant la plus grande valeur. De type IIa et de couleur D, il appartient à la catégorie des diamants les plus purs. Considéré comme le quatrième plus grand diamant de ce type au monde, il est très fortement protégé.
Serti d'argent, entouré d'un double rang de 49 diamants brillants, et, bien éclairé, il est disposé dans une boite de verre fixée au mur dans la troisième pièce du trésor impérial. Ces brillants séparés lui donnent « l'apparence d'une pleine lune éclairant un ciel où brillent les étoiles ». Ce complément ajoute à la beauté du diamant, et augmentent d'autant sa valeur. Ils ont été commandés soit par Ali Pacha de Janina, soit par le sultan Mahmoud II. Cependant, comme tous les détails concernant l'origine du joyau, ces faits sont contestés (voir ci-dessous).

## Différents récits sur l'origine du diamant
On ne sait pas avec certitude comment ce diamant est parvenu au Palais de Topkapi. Les archives du musée font état d'une bague empierrée nommée le diamant du fabricant de cuillères. Cette bague aurait, selon ces notes, appartenu au sultan Mehmed IV (XVIIe siècle).  Toutefois cette pierre, avec son or, pesait seulement 50 à 60 carats, ce qui est beaucoup plus petit que le diamant actuel. 
Plusieurs histoires mutuellement incompatibles cohabitent sur l'origine de la pierre. Elles continuent à circuler, étant intégrées à la culture populaire turque et répétées par les guides touristiques et les guides imprimés.

### Le pêcheur naïf
Selon un premier récit, un pauvre pêcheur de Yenikapı, à Istanbul, errait nonchalamment, les mains vides, le long de la rive quand il trouva une pierre brillante sur la rive, qu'il tourna et retourna ne sachant pas de quoi il s'agissait. 
Après l'avoir conservée dans sa poche pendant quelques jours, il se rend au marché des bijoutiers, la montrant au premier joaillier qu'il rencontre. Ce dernier jette un œil distrait, et lui dit de manière désintéressé « c'est un morceau de verre, gardez-le. Mais si vous voulez, je vous donne trois cuillères. Vous l'avez apporté jusqu'ici, qu'au moins cela paye votre peine ».  
Que pouvait faire un pêcheur de ce morceau de verre ? Le bijoutier compatissant lui donnait trois cuillères. Il accepta et prit les cuillères, en échange d'un trésor énorme. C'est pour cette raison que la pierre se nommerait « diamant du fabricant de cuillères ». Plus tard, le diamant aurait été acheté par un vizir au nom du Sultan (ou, dans une version moins vraisemblable, le vizir aurait traité directement avec le pêcheur). 
Des versions divergentes, publiées dans certains guides de voyage, décrivent le découvreur initial comme « un agriculteur qui l'a trouvé sur le terrain, et qui l'a vendu à un marchand », et de proche en proche la pierre est devenue propriété d'un sultan du XVIIe siècle.  
Pour d'autres versions, le découvreur aurait été un fabricant de cuillères, ou bien ce nom a été donné au diamant car il a la forme du cuilleron d'une cuillère.

### Ali Pacha de Janina

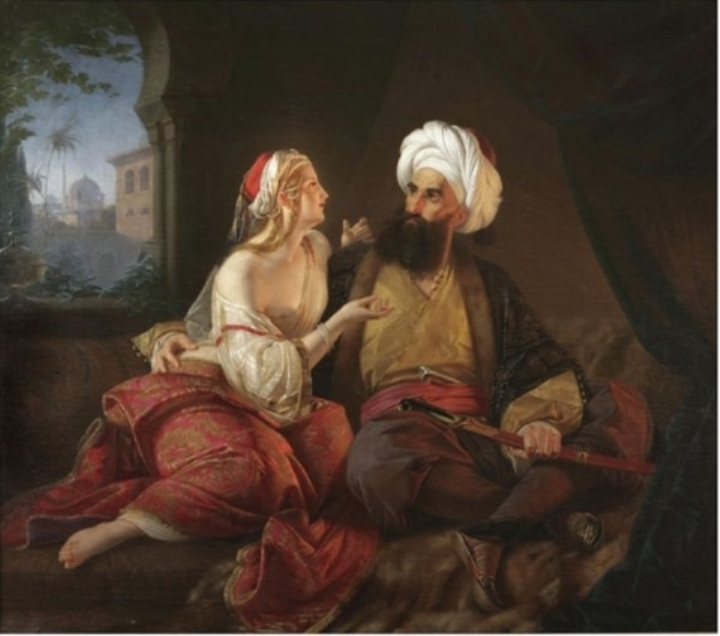
Ali Pacha et sa femme favorite Kira Vassiliki, par Paul Emil Jacobs.

Dans plusieurs récits sur l'origine du diamant apparaît le personnage d'Ali Pacha de Janina, qui, à la fin du XVIIIe et au début du XIXe siècle a été le gouverneur ottoman d'une grande partie de l'actuelle Albanie et de la Grèce, et qui parvint à s'imposer comme souverain indépendant de facto. 
Ces récits indiquent que le diamant a été en possession d'Ali Pacha pour une courte ou une longue durée avant d'atteindre la capitale ottomane. Selon certaines versions, il a été à un moment porté par Kira Vassiliki, l'épouse préférée (ou la maîtresse) d'Ali Pacha. Il serait devenu propriété du sultan soit pendant la vie d'Ali Pacha, dans le cadre de ses relations compliquées avec le gouvernement central ottoman, soit après son exécution, quand ses biens furent confisqués par le sultan.
Tous les autres récits, même s'ils sont contradictoires entre eux, sont compatibles avec l'intervention d'Ali Pacha dans l'histoire du diamant.

### Le capitaine Camus et la mère de Napoléon

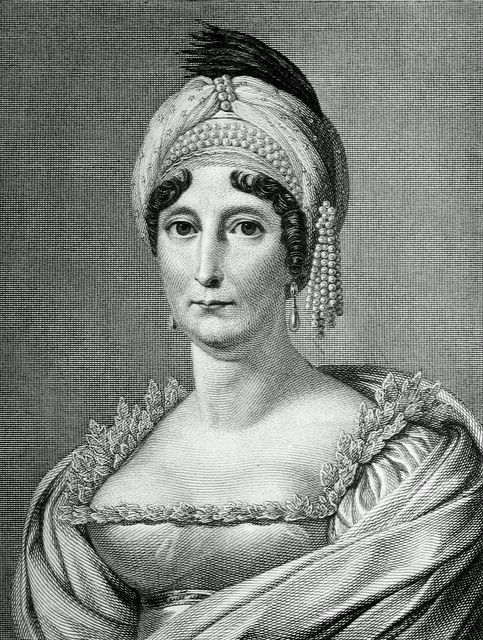
Letizia Bonaparte

Un faisceau de récits lie les origines du diamant avec des événements historiques dans la ville de Préveza, Épire. En 1797, la ville a été cédée à la France, et une garnison de 700 grenadiers de Napoléon Ier, sous les ordres du général de La Salcette, s'y installe. Elle est renforcée par quelque 200 citoyens grecs armés et quelque 60 Souliotes. Toutefois, lors de la bataille de Nicopolis des 23 et 24 octobre 1798, cette force a été submergée par 7 000 soldats turco-albanais sous les ordres d'Ali Pacha et son fils Muhtar.
Dans la foulée, les Français et les Grecs ont été massacrés à Préveza et à Port Salaora sur le golfe d'Ambracie. De nombreux prisonniers, ayant survécu au massacre, sont morts sur la route menant à Ioannina, la capitale d'Ali Pacha, où ils ont été exhibés dans les rues. Neuf officiers français ont été envoyés au sultan Sélim III à Istanbul, parmi eux le capitaine Louis-Auguste Camus de Richemont et un autre officier nommé Tissot. Camus est resté en captivité jusqu'en 1801, date à laquelle sa rançon fut payée. Il fit ensuite une longue et éminente carrière militaire, atteignant le grade de général.
Les faits rapportés ci-dessus sont attestés historiquement. Une histoire non attestée y est rattachée, selon laquelle le capitaine Camus était l'amant de la mère de Napoléon Bonaparte, Maria Letizia Ramolino. Ayant appris la mauvaise nouvelle, celle-ci aurait pris contact avec le sultan Sélim III, auquel elle aurait envoyé un « gros diamant » par bateau vers Préveza. Ce présent au sultan devait faciliter la libération de son amant. Le diamant serait passé de Préveza à Ioannina (sans doute sous le contrôle d'Ali Pacha), puis à Istanbul[réf. nécessaire]. Certaines versions[Lesquelles ?] ajoutent que ce diamant aurait appartenu auparavant à la reine Marie-Antoinette.
Le capitaine Camus et les autres soldats français furent finalement libérés, tandis que le diamant restait dans le palais de Topkapi, en possession du sultan Sélim III et de ses successeurs.
Il n'existe aucune preuve historique claire ni d'une relation entre le capitaine Camus et Letizia Ramolino, ni d'un envoi par celle-ci d'un diamant au sultan. Dans certaines versions de ce récit, le capitaine Camus est âgé de 47 ans à l'époque, ce qui rendrait son âge compatible avec celui de Letizia Ramolino (alors âgée de 48 ans). Cependant, Camus avait seulement 27 ans en 1798. Il faut également remarquer qu'à cette date, Letizia Ramolino n'était pas encore la mère de l'Empereur, mais celle d'un jeune et brillant général de la France révolutionnaire. Elle était donc peu susceptible d'avoir le pouvoir et l'autorité qu'on lui suppose dans cette histoire.
Beaucoup plus tard Camus, alors général, a publié ses mémoires en trois volumes. Dans un passage, il mentionne que lors de leur année de garnison à Préveza, les soldats français qui effectuaient des travaux de fortification dans un endroit nommé Mazoma ont découvert par leurs fouilles le cimetière Est de l'antique Nicopolis. Ils y trouvèrent de nombreux trésors (bijoux, lampes, poteries, etc.) qui furent pillés par les soldats. Toutefois, Camus ne fait aucune référence à un gros diamant. En tout état de cause, presque tous les soldats français ont été tués dans la bataille de Nicopolis et leurs biens pillés par les troupes victorieuses turques et albanaises,,,.
Les mémoires du capitaine Camus publié en 1858 donnent des détails de sa libération (Mémoire du Général Camus Baron de Richemont p.206). C'est l'ambassadeur de Russie, M. de Tamara et le ministre du Danemark et banquier à Péra, le baron Ubsch de Grosenthal, qui remettent une somme de 20 000 francs confiée par le père du capitaine Camus. En effet des relations privilégiées existaient par l'intermédiaire du marquis de Vérac, ancien ambassadeur en Russie et parent de la famille du capitaine. 
Malgré les doutes historiques, l'histoire romantique du capitaine, amant de la mère de Napoléon qui paye sa rançon avec un diamant est souvent répétée. Le conte a été, par exemple, inclus dans un récent documentaire de la télévision d’État japonaise, Préveza (2004)[réf. nécessaire]. Pour sa part, le Dr Ilber Ortayli, directeur du musée de Topkapi, a participé au 2e Symposium International de l'Histoire de Preveza tenu dans cette ville en 2009, même s'il a parlé essentiellement d'une période plus tardive dans l'histoire ottomane ,,.

### Le diamant Pigot
Il a parfois été suggéré que le bijou est le même que le diamant Pigot, qui a été obtenu par Lord Pigot durant son mandat comme gouverneur britannique de Chennai et amené à Londres, probablement en 1764. À sa mort en 1777, il a été légué à ses frères, Robert et Hugues, et sa sœur, Marguerite, la femme de Thomas Fisher. 
Le Dr George Frederick Kunz a écrit sur le mystérieux diamant Pigot en 1897 pour le Century Magazine.
En vertu d'un acte privé du parlement a adopté en juillet 1800, la pierre, dont un modèle est au British Museum, fut vendue par loterie pour la somme de 23 998 £, 16 shilling. Elle a ensuite été vendue, pour un poids de 188 grains, chez Christie's le 10 mai 1802 pour la somme de 9 500 guinées.
Une version de ce récit indique que la pierre fut offerte à Napoléon - alors en train de négocier l'éphémère paix d'Amiens avec l'Angleterre - et qu'elle a ensuite atteint la Turquie via l’Égypte pour arriver à Topkapi. 
Selon une autre version, le diamant est resté beaucoup plus longtemps en Grande-Bretagne. En 1818, il passa dans les mains des bijoutiers Rundell & Bridge, qui peu de temps après l'ont vendue pour 30 000 £ à Ali Pacha. Ceci laisse encore la possibilité de la voir finalement entre les mains du sultan, (Mahmoud II dans ce cas), soit durant la vie d'Ali Pacha soit après sa mort. 
Une des variantes de l'histoire indique qu'Ali Pacha tenait la pierre pour son plus précieux trésor, et a tenu au diamant jusqu'à son dernier jour ; mortellement blessé par un certain Rechid Pacha le 5 février 1822, Ali Pacha aurait ordonné qu'il soit réduit en poudre, en sa présence - ce qui aurait été fait,. Cette version ne s'accorde pas avec les récits courants de la mort d'Ali Pacha.
Un autre argument contredisant le fait que le diamant Pigot soit le diamant du fabricant de cuillères est que le poids enregistré du diamant Pigot était seulement de 47,38 carats, contre 85,8 carats pour la pierre de Topkapi.

### Quel sultan a obtenu le diamant?
En 1798, quand Préveza a été capturée par Ali Pacha, le sultan ottoman était Sélim III. En 1822, quand Ali Pacha fut tué, le sultan était Mahmoud II. En supposant que les récits précédent contiennent au moins une once de vérité historique, et qu'Ali Pacha a été impliqué dans l'origine du diamant, c'est l'un d'eux qui fut probablement le premier sultan à posséder le diamant - même si les circonstances réelles de son arrivée pourraient avoir été beaucoup plus terre-à-terre. Si l'histoire du « pêcheur naïf » est la bonne, le diamant a pu parvenir beaucoup plus tôt dans les mains d'un sultan.

## Au cinéma
Le diamant du fabricant de cuillères est le gros diamant référencé dans le film Topkapi, filmé à Kavala et à Istanbul en 1965 et mettant en vedette Melina Mercouri et Peter Ustinov. Toutefois, les voleurs décrits dans le film sont principalement orientées vers le vol d'un autre trésor de Topkapi, le poignard incrusté d'émeraudes du sultan Mahmoud Ier.